# 荣耀终端
荣耀是中国的智能手机制造商，最初是华为於2011年9月作为华为旗下产品线系列推出的一個子品牌，之后于2013年12月16日开始独立运作。2020年11月17日，荣耀被华为剥离，出售给由多家公司机构组建的深圳智信新信息技术有限公司。主要产品包括智能手机、平板电脑、智能家居、智能穿戴 及Magicbook笔记本电脑系列设备等。截至2021年12月，荣耀全球用户超1.8亿。2025年1月17日，由李健担任荣耀终端CEO。

## 历史

荣耀第一代标志

荣耀品牌的历史可以追溯至2011年9月，作为华为旗下的产品之一，在2年时间里共发布过8款机型。2013年12月16日，荣耀系列从华为品牌独立出来，成为独立运作的品牌。自宣布独立以来，该品牌对华为与中国其他的互联网手机品牌竞争贡献很大。荣耀品牌宣布独立后的首批产品为荣耀3C和荣耀3X。而当年荣耀系列共售出300万台手机，虽然做出了华为历史上单机利润最高的产品，但与当时年销量为1870万部的小米相距甚远。 

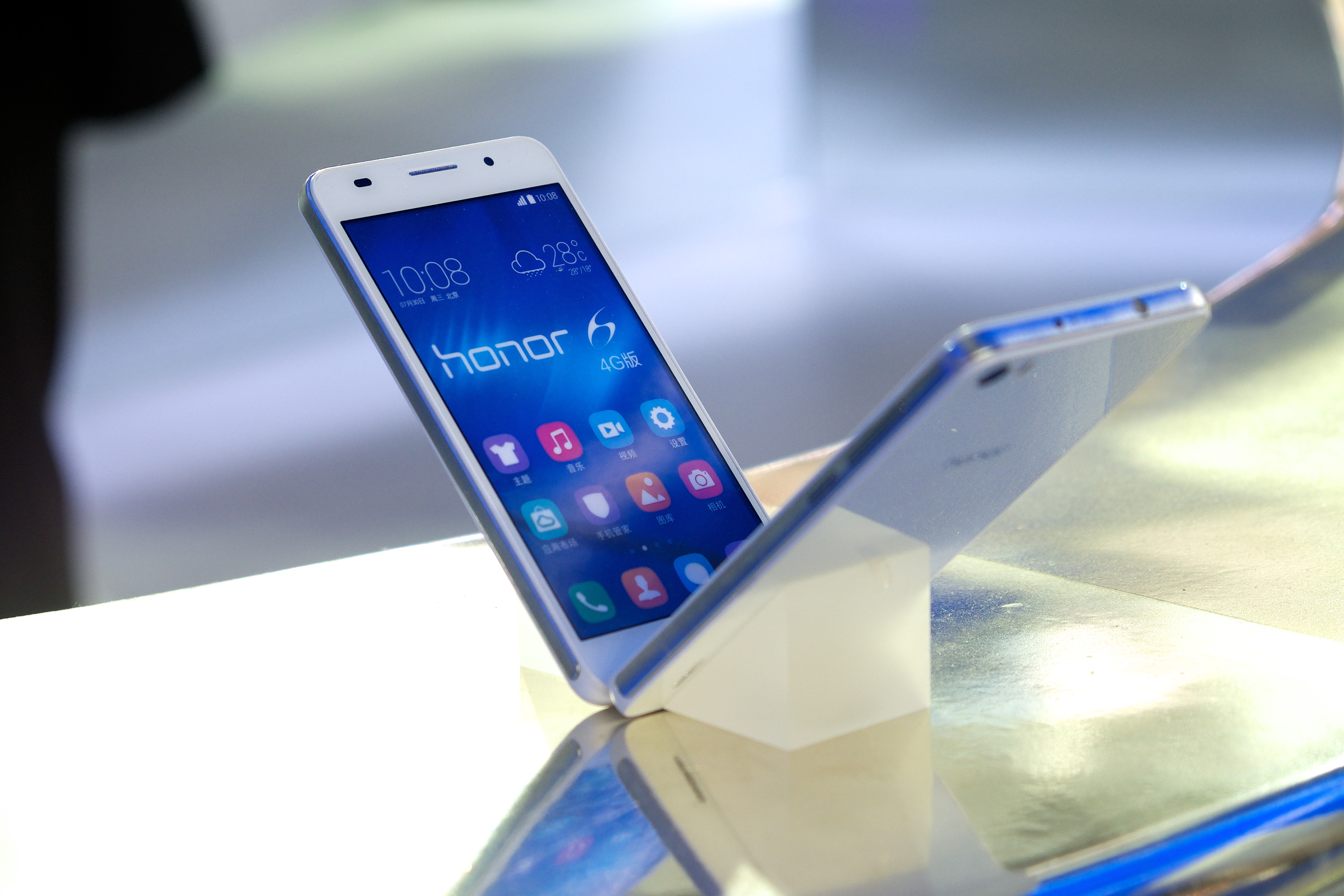
2014年发布的荣耀6

2014年2月24日，华为荣耀推出荣耀X1，为荣耀首款手机与平板的跨界产品；并于同年6月25日发布荣耀6，同时发布了荣耀品牌口号“勇敢做自己”。同年，荣耀品牌开始其海外扩张。2014年4月，荣耀3C开始在马来西亚销售，同年10月进入欧洲市场。根据华为2014年年报，荣耀品牌手机共售出2000万台，销售收入达到24亿美元，较2014年的1.09亿美元同比增长超过21倍。2015年上半年，荣耀品牌共售出2000万台智能手机，与2014年全年售出的数字相当。截至2015年6月，荣耀品牌产品已扩张到全球74个国家和地区，包括欧洲国家、印度和日本。

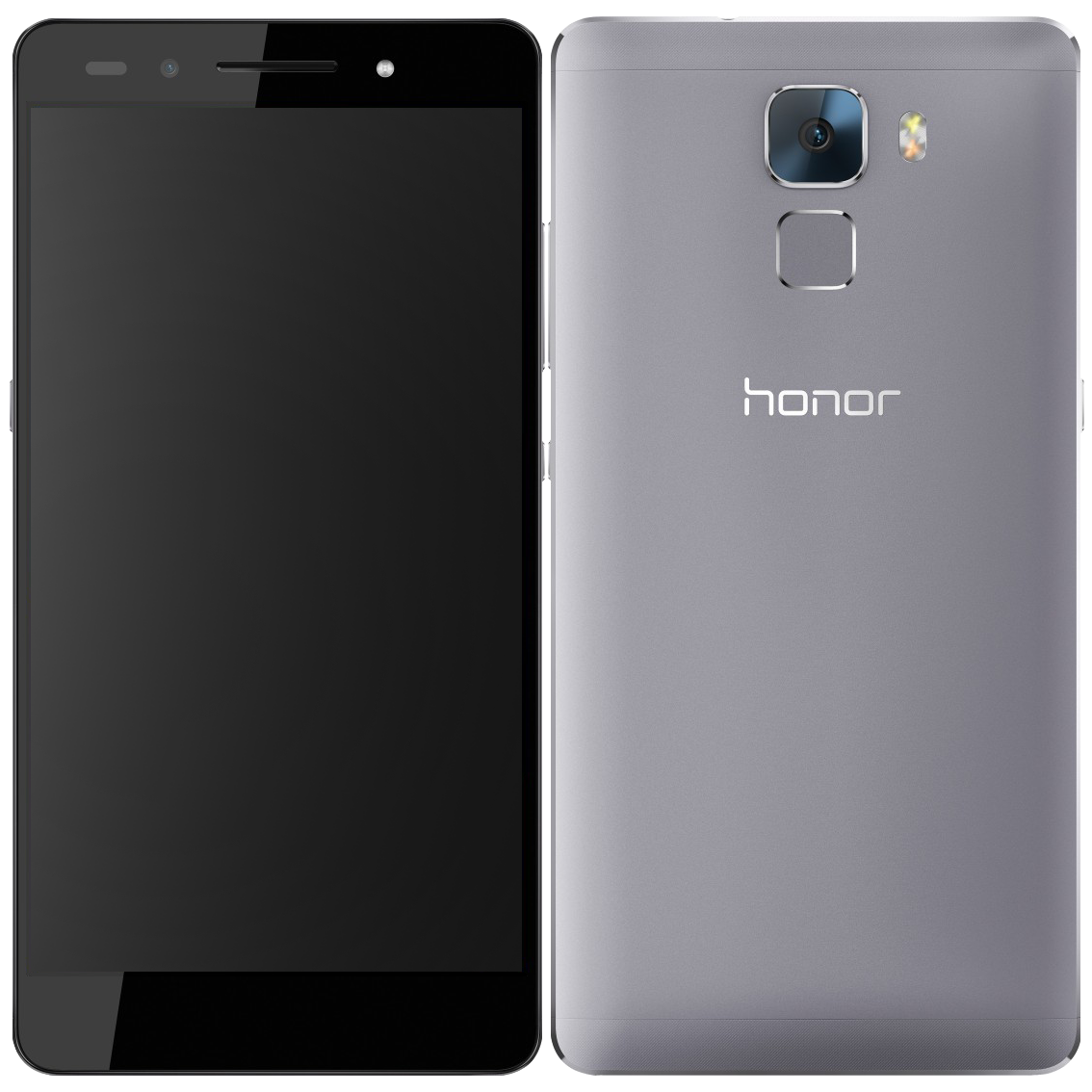
2015年发布的荣耀7

2015年6月，荣耀7发布，其外观风格也开始明显区别于华为手机。与此同时，华为荣耀开始与代理商合作，拓展线下管道。2015年10月，华为荣耀宣布其销售额和利润双倍增长，销售收入达到50亿美元，并宣布计划将印度作为市场发展重点。同年，华为荣耀官方销售平台华为商城开始在英国和欧盟国家上线，消费者可以直接从厂家处购买。2015年底，华为荣耀计划将智能手机系列和智能穿戴产品扩展到美国。

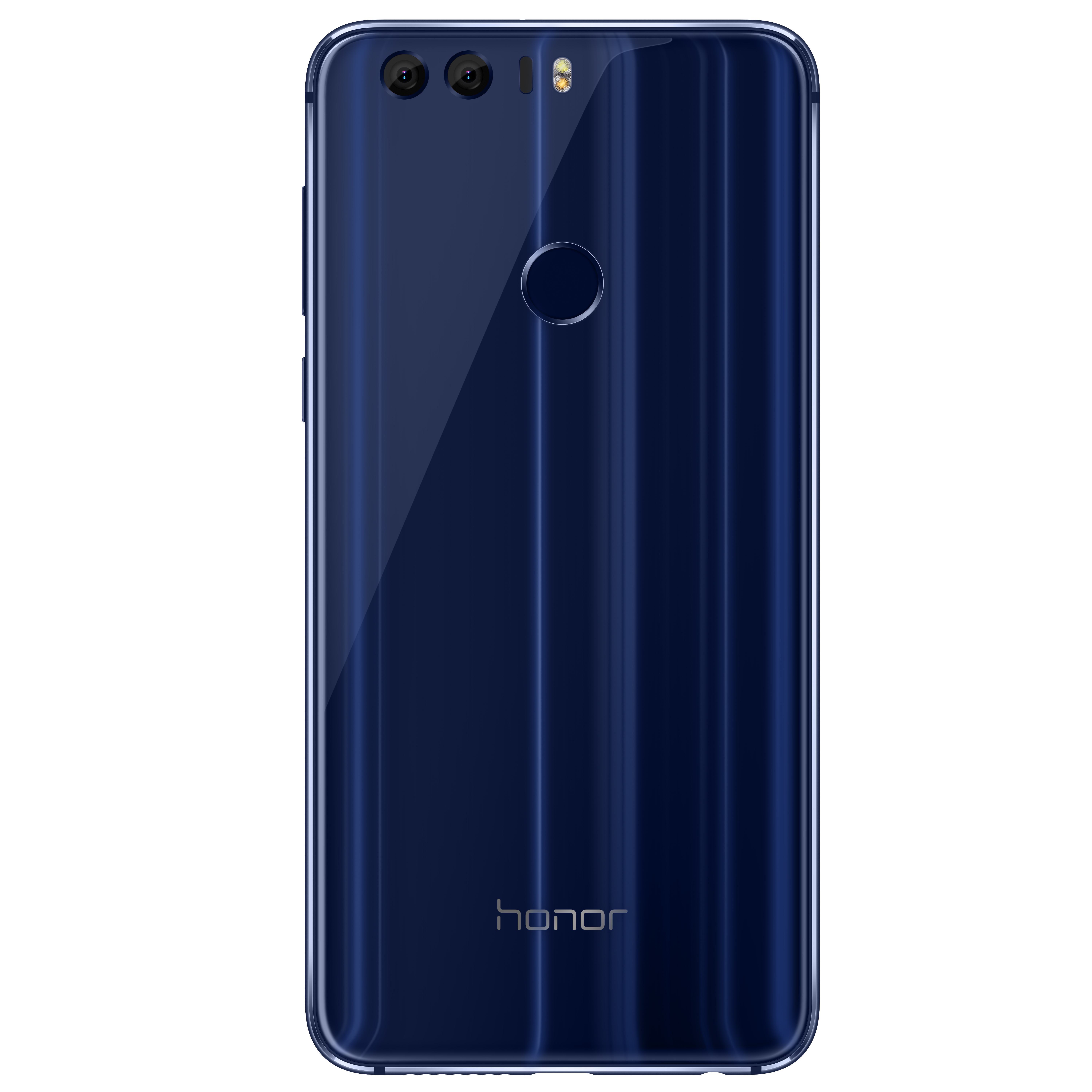
2016年发布的荣耀8

2016年1月，华为荣耀在美国消费电子展上宣布品牌登陆美国市场，并在美国推出华为荣耀5X。该机在美国市场最初只能透过官方商城购买，之后可以在特定的实体店购买。同年7月11日，荣耀8正式发布销售。据美国科技网站Recode称，截至2016年8月，华为荣耀共销售了6000万台产品，销售额达84亿美元。
2016年12月16日，为庆祝荣耀品牌独立运作3周年，荣耀发布了采用人工智能技术的荣耀Magic；2017年2月21日，荣耀品牌又推出了采用双摄像头的荣耀V9和荣耀8青春版。
据市场研究机构GfK的数据，2017年第一季度，荣耀品牌在中国区共售出手机1052.5万台，实现销售额149.3亿元人民币，在中国大陆互联网手机品牌当中排名第一。
2017年6月12日，荣耀9在上海发布。该机于6月12日至6月15日在各电商平台开始预约，并于6月16日10:08开启首销，6月17、18日第二轮销售；同时，也将会于16日在线下全管道（荣耀线下核心零售商以及荣耀体验店）同步首发。2017年7月07，自在西欧、德国、法国和俄罗斯等国家发布后，荣耀V9昨日在印度正式发布，在海外市场再次出击。荣耀V9海外版被称为“荣耀8 Pro”，于印度本地时间7月10日18点，在亚马逊Prime Day开售。同年9月6日，荣耀发布了具有青春气息的荣耀V9 play。2017年10月11日，荣耀在西安举行新品发布会，会上官方正式推出荣耀畅玩7X，荣耀Water Play，荣耀分布式路由以及荣耀路由2，重点产品荣耀7X也是荣耀新一款定位千元旗舰的手机产品。
2020年11月17日，多間企業在《深圳特區報》發布聯合聲明，深圳市智信新信息技術有限公司已與華為投資控股有限公司簽署了收購協議，完成對榮耀品牌相關業務資產的全面收購。出售後，華為不再持有新榮耀公司的任何股份。智信公司由深圳市智慧城市科技發展集團與30餘間榮耀代理商、經銷商共同投資設立。其中，深圳市智慧城市科技發展集團由深圳市國資委100%控股。
2020年12月24日，荣耀与微软签署全球合作协议，协议规定荣耀将在全球范围内采用微软Windows 10作为荣耀笔记本电脑官方操作系统。
2021年8月30日，荣耀总部由以前的梅林街道新一代产业园搬迁至香蜜湖街道深业中城。将全方位提升荣耀全系列手机及智能生态产品的研发能力，聚焦移动AI、隐私安全、芯片性能、影像、通讯、设计工艺六大领域持续深耕，以崭新的气象坚定迈出科技创新攻坚长征的每一步。
2022年1月，Magic UI 6.0發佈。11月23日，榮耀推出搭载荣耀MagicOS 7.0操作系统的手机产品。
2020年脫離華為後，多出傳出荣耀筹备上市的消息，不過持份者都否认有上市準備。

## 品牌运营
荣耀的产品主要透过官方商城荣耀商城和第三方线上零售商销售，而某些荣耀产品可在指定线下门店购买。在线运营的形式能够节省资金，使得荣耀能够以更低的价格销售。而在早期，荣耀手机直接从公司供货，以网络形式销售。另外，荣耀品牌还设立“荣耀俱乐部”制度，凡加入荣耀俱乐部的会员，购买产品可获优惠。
荣耀运营模式采用的是轻资产模式，即以庞大的总量支撑起高毛利，让线下合作伙伴主动找到荣耀进行合作。在2016年，荣耀凭借线上线下渠道的平衡性，成为线下排名第五的品牌，而荣耀线上线下渠道比例则达到了1:1，线下渠道市场份额远高于其他互联网手机品牌。
荣耀品牌现任总裁李健于2025年1月17日正式就职。此前，他曾担任荣耀副董事长、董事及人力资源部总裁等职务；其前任为赵明与刘江峰。

## 产品
荣耀（前华为消费者业务旗下手机品牌）的主要产品包括：V 系列、轻旗舰机型家族、荣耀Play系列家族、畅玩X系列家族、畅玩C系列家族、畅玩A系列家族、荣耀play T系列家族、荣耀Magic系列家族、荣耀Magic V 折叠屏智能手机系列、荣耀平板系列家族、荣耀MagicBooks笔记本电脑系列家族、智能穿戴设备/智能家居产品等。

### 手机
- 荣耀Magic系列旗舰家族
  - 荣耀 Magic（2016年）[36]
  - 荣耀 Magic 2（2018年）[37]
  - 荣耀 Magic 3/Magic 3 Pro/至臻版（2021年）
  - 荣耀 Magic 4/Magic 4 Pro/至臻版（2022年）[38]
  - 荣耀Magic 5/Magic 5 Pro/至臻版（2023年）[39]
  - 荣耀Magic 6/6 Pro/6至臻版/6 RSR（2024年）
  - 荣耀Magic 7/7 Pro（2024年）
  - PORSCHE DESIGN 荣耀Magic 7 RSR（2024年）
- 荣耀Magic V 折叠屏系列
  - 荣耀 Magic V（2022年）
  - 荣耀 Magic Vs（2022年）
  - 荣耀 Magic V2 (2023年)
  - 荣耀 Magic V PURSE (2023年)
  - 荣耀 Magic Vs2 (2023年)
  - PORSCHE DESIGN 荣耀Magic V2 RSR （2024年）该机型是荣耀首次与全球豪华汽车品牌保时捷公司合作的折叠屏手机
- 荣耀数字系列家族
  - 荣耀四核爱享版（2012年）
  - 荣耀3 outdoor （2013年）
  - 荣耀6 （2014年）[40][41]
  - 荣耀6 Plus（2014年）[42][43]
  - 荣耀7（2015年）[16][19]
  - 荣耀7i（2015年）[44]
  - 荣耀8（2016年）
  - 荣耀8青春版（2017年，在部分地区使用华为Nova Lite、华为P8 Lite（2017）、荣耀8 Lite之名销售，与Nova青春版、P8青春版没有任何关系）[1][45]
  - 荣耀9（2017年）
  - 荣耀9青春版（2018年）
  - 荣耀9i（2018年）
  - 荣耀10（2018年）
  - 荣耀10青春版（2018年）
  - 荣耀20/20 Pro/20i/20S/20青春版（2019年）
  - 荣耀30/30 Pro/30 Pro+/30S/30青春版（2020年）
  - 荣耀50/50 Pro/50 SE（2021年）[46]
  - 荣耀60/60 Pro（2021年）[47]
  - 荣耀60 SE（2022年）
  - 荣耀70/70 Pro/70 Pro+（2022年）[48]
  - 荣耀80/80 Pro/80 SE/80 GT/80 Pro直屏版（2022年）
  - 荣耀90/90 Pro/90GT（2023年）
  - 荣耀100/100PRO (2023年)[49][50]
  - 榮耀200/200Pro（2024年）[51][52]
  - 荣耀300/300Pro/300Ultra (2024年)
  - 荣耀400/400Pro（2025年）[53][54][55]
- 荣耀GT系列家族
- 荣耀GT (2024年)
- 荣耀GTPro（2025年）[56]
- 荣耀X系列家族（原为畅玩X系列，后直接成为荣耀X系列）
  - 荣耀3X（2013年）[5]
  - 荣耀畅玩4（2014年）[57]/荣耀4X（2015年）
  - 荣耀畅玩5X（2015年）[58][59][60]
  - 荣耀畅玩6X（2016年）
  - 荣耀畅玩7X（2017年）
  - 荣耀 8X/8X Max（2018年）
  - 荣耀 9X/9X Pro（2019年）
  - 荣耀 X10/X10 MAX （2020年）
  - 荣耀 X20/X20 SE（2021年）
  - 荣耀 X30/X30i/X30 Max（2021年）[61]
  - 荣耀 X40/X40i/X40 GT（2022年）
  - 荣耀X50i （2023年）[62]
  - 荣耀X50[63]/X50i+[64]/X50Pro[65] （2023年）
  - 荣耀X40 GT 竞速版 （2023年）
  - 荣耀X50 （2023年）
  - 荣耀X50 GT  （2024年）
  - 荣耀X60i/X60/X60Pro (2024年)
- 荣耀V系列家族（高端旗舰机系列，停产）[66]）
  - 荣耀V8（2016年）
  - 荣耀V9（2017年）[1]
  - 荣耀V10（2017年）
  - 荣耀V20（2018年）
  - 荣耀V30/V30 PRO（2019年）
  - 荣耀V40/V40轻奢版（2021年）

- 荣耀Play系列家族
  - 荣耀Play（2018年）
  - 荣耀Play3（2019年）
  - 荣耀Play3e（2019年）
  - 荣耀Play4T/4T Pro（2020年）[67]
  - 荣耀Play4/4 Pro/4 Pro红外测温版 （2020年）
  - 荣耀Play5/5活力版/5T/5T活力版/5T Pro（2021年）
  - 荣耀Play6C/6T/6T Pro（2022年）
  - 荣耀Play7T/7T Pro（2023年）
  - 荣耀Play8T[68]（2023年）
  - 荣耀8T Pro (2024年)
  - 荣耀Play9T[69]/9C[70]/9TPro[71] (2024年)
- 畅玩C系列家族
  - 荣耀3C（2013年）[5]
  - 荣耀畅玩4C（2015年）[72]
  - 荣耀畅玩5C（2016年）
  - 荣耀畅玩7C（2018年）
  - 荣耀畅玩8C（2018年）

- 畅玩A系列家族
  - 荣耀畅玩4A（2015年）[73]
  - 荣耀畅玩5A（2016年）[74]
  - 荣耀畅玩6A（2017年）[75]
  - 荣耀畅玩7A（2018年）
  - 荣耀畅玩8A（2019年）
  - 荣耀畅玩9A（2020年）[76]
  - 荣耀畅玩8 （2019年）
  - 荣耀畅玩20（2021年）
  - 荣耀畅玩30 （2022年）
  - 荣耀畅玩30M （2022年）
  - 荣耀畅玩40 （2023年）
  - 荣耀畅玩40C/40S（2023年）
  - 荣耀畅玩50 Plus（2023年）[77]
  - 荣耀畅玩50 (2024年)[78]
  - 荣耀畅玩60 Plus (2024年)[79]
- 荣耀Note系列（停产）
  - 荣耀Note 8（2016年）
  - 荣耀Note 10（2018年）

### 平板电脑
荣耀平板系列 
- 荣耀平板
- 荣耀畅玩note
- 荣耀平板X1
- 荣耀平板2（2016年）[80]
- 荣耀平板3
- 荣耀平板4
- 荣耀畅玩平板2（2017年）[81]
- 荣耀Waterplay （2017年）
- 荣耀平板5（2018年）
- 荣耀平板6（2020年）
- 荣耀平板X6 （2020年）
- 荣耀平板V6（HarmonyOS KRJ旧型号/MagicUI版 KJR新型号）（2020年）[82]
- 荣耀平板7（2021年）[83]
- 荣耀平板X7（2021年）[84]
- 荣耀平板V7/V7 Pro（2021年）[85][86]
- 荣耀平板8（2022年）[87]
- 荣耀平板X8（2022年）[88]
- 荣耀平板V8 Pro（2022年）[89]
- 荣耀平板V8 （2023年）
- 荣耀PAD X9（2023年）
- 荣耀MagicPad2 (2024年)
- 荣耀平板GT Pro（2024年）荣耀平板GT Pro与荣耀手机GT Pro没有任何关系

### 笔记本电脑
荣耀MagicBook 系列家族 
- （INTEL）(AMD)
  - 荣耀MagicBook
  - 荣耀MagicBook触屏版
  - 荣耀MagicBook 2019
  - 荣耀MagicBook Pro （2019年）
  - 荣耀MagicBook 14 (2019年)
  - 荣耀MagicBook 15 AMD (2020年）
  - 荣耀MagicBook Pro （2020年）
  - 荣耀 MagicBook Pro 2020 锐龙版
  - 荣耀MagicBook 14 2020 锐龙版
  - 荣耀MagicBook 15 2020 锐龙版
  - 荣耀猎人游戏本V700 2021
  - 荣耀MagicBook 14 2021新款
  - 荣耀MagicBook 15 2021新款
  - 荣耀MagicBook 14 2022
  - 荣耀MagicBook X 14 2021
  - 荣耀MagicBook X 15 2021
  - 荣耀MagicBook 14 2022
  - 荣耀MagicBook X 14 2022
  - 荣耀MagicBook X 15 2022
  - 荣耀MagicBook X 16 2022
  - 荣耀MagicBook V 14 2021
  - 荣耀MagicBook V 14 2022
  - 荣耀MagicBook 16
  - 荣耀MagicBook 16 Pro
  - 荣耀MagicBook 14 2023
  - 荣耀MagicBook 14 Pro 2023
  - 荣耀MagicBook X 14 2023
  - 荣耀MagicBook X 16 2023
  - 荣耀MagicBook X 14 Pro 2023
  - 荣耀MagicBook X 16 Pro 2023
  - 荣耀MagicBook X 14 Pro 2023 锐龙版
  - 荣耀MagicBook X 16 Pro 2023 锐龙版

### 其他
荣耀还设有智能家居、智能穿戴设备等产品以及荣耀音频和荣耀亲选产品等。
- 荣耀穿戴 （手表-手环系列）
  - 荣耀手表魔法系列
  - 荣耀手环5
  - 荣耀手环5i
  - 荣耀手表GS PRO
  - 荣耀手表ES
  - 荣耀手环6
  - 荣耀手表 GS 3 （2022年）
  - 荣耀手环7
  - 荣耀手表4 （2023年）
  - 荣耀手表4 Pro (2023年）

- 荣耀智慧屏系列
- 荣耀智慧屏
- 荣耀智慧屏Pro
- 荣耀智慧屏X1
- 荣耀智慧屏X2
- 荣耀智慧屏X3
- 荣耀智慧屏X3i
- 荣耀智慧屏 5

- 荣耀路由器系列
- 荣耀分布式路由
- 荣耀路由2S
- 荣耀路由 X3 Pro
- 荣耀路由3 SE
- 荣耀路由4 （2022年）
- 荣耀路由 X4 PRO (2023年）

## 操作系统 Magic OS
荣耀终端产品的主要的操作系统为Magic OS。 Magic OS的前身是基于华为为安卓操作系统打造的EMUI系统基础上打造Magic UI。
荣耀公司于2020年11月17日宣布从华为独立后，其研发的系统也从华为的EMUI系统当中独立出来。
目前该系统的最新版本为：Magic OS 9.0